# Массовое убийство в школе Нашвилла
Массовое убийство в школе Нашвилла — произошло утром (по местному времени) 27 марта 2023 года в городе Нашвилл, юг США, столица штата Теннесси. В результате стрельбы погибли 6 человек (3 сотрудника и 3 ребёнка), а убийца была застрелена полицией. Полиция первоначально идентифицировала убийцу как женщину, но позже заявила, что она была трансгендерным мужчиной. Убийцу звали Одри Элизабет Хейл (англ. Audrey Elisabeth Hale), также она была известна как Эйден (англ. Aiden).

## Ход событий
Стрельба произошла в частной пресвитерианской школе «Ковенант». Стрелок приехал в школу на машине, оставив её на стоянке. В 9:57 Хейл отправил сообщение своему старому другу, в котором утверждалось, что ранее отправленное сообщение было «предсмертной запиской» и что он собирается умереть сегодня. Затем он ворвался в школу, стреляя через боковую дверь, прежде чем открыть огонь по ученикам и персоналу из двух штурмовых винтовок и пистолета. Хейл поднялся на второй этаж, застрелил троих девятилетних детей и троих взрослых сотрудников школы, после чего был убит прибывшими полицейскими. Один из полицейских получил травмы от осколков стекла. Мотивы преступления пока остаются неизвестными, но полиция считает, что целью были не конкретные люди, а сама школа. Дома у Хейла были обнаружены несколько единиц оружия, карта школы и манифест. К тому же были найдены записи о других местах, например, торговом центре в том же районе.

## Личность преступника
Хейл являлся бывшим учеником школы «Ковенант», где и произошла стрельба (по одной из версий следователей, обида на то, что Хейлу приходилось посещать эту школу, могла стать мотивом его преступления). Затем он стал иллюстратором и графическим дизайнером, окончив Колледж искусств и дизайна Носси. Начальник полиции Джон Дрейк сказал, что Хейл находился под наблюдением из-за эмоционального расстройства во время стрельбы и законно приобрёл семь единиц огнестрельного оружия, в том числе три, найденные на месте стрельбы, в период с октября 2020 года по июнь 2022 года. Люди, которые знали Хейла, сказали, что ему было трудно справиться со смертью одноклассницы летом 2022 года. Хейл знал её со времен средней школы; они были товарищами по баскетбольной команде.

## Жертвы
Шесть человек были убиты наугад, в их числе было трое студентов и трое сотрудников. Пятеро из них были объявлены мёртвыми в больнице, а один погиб на месте происшествия. Среди жертв были Эвелин Дикхаус, Уильям Кинни и Халли Скраггс — каждому из них было по 9 лет, а также заместитель учителя Синтия Пик, хранитель Майк Хилл и директор школы Кэтрин Кунсе. Кроме того, один полицейский получил порезы на руке от осколков стекла.

## Реакция
Стрельба стала 131 по счету массовой стрельбой в США за год и вновь подняла вопросы об ужесточении выдачи оружия.
Школа «Ковенант» выступила с заявлением, в котором попросила о неприкосновенности частной жизни во время расследования. Возле школы также был организован мемориал.
Несколько известных музыкантов из Нашвилла, включая Микки Гайтон, Марго Прайс, Шерил Кроу, выразили свои соболезнования. Актриса Мелисса Джоан Харт, которая была неподалеку, когда произошла стрельба, помогла сопроводить некоторых из убегающих детей в безопасное место и рассказала об этом опыте в Instagram день спустя.